# Jagoda Mierzyńska
Jagoda Mierzyńska (ur. 3 sierpnia 1998) – polska lekkoatletka, sprinterka.

## Kariera
Absolwentka gimnazjum nr 37 we Wrocławiu. W latach 2014–2017 uczęszczała do II LO im. Piastów Śląskich z Oddziałami Mistrzostwa Sportowego we Wrocławiu.
W 2018 zdobyła brązowy medal halowych mistrzostw Polski seniorów w biegu na 60 m, ustanawiając czasem 7,49 s rekord życiowy.
W latach 2012–2017 reprezentantka MKS MOS Wrocław, od 2018 reprezentuje KS AZS AWF Wrocław trenowana przez Williama Rostka.

## Osiągnięcia
| Rok  | Impreza                        | Miejsce | Konkurencja             | Lokata     | Wynik         |
| ---- | ------------------------------ | ------- | ----------------------- | ---------- | ------------- |
| 2019 | Młodzieżowe mistrzostwa Europy | Gävle   | sztafeta 4 x 100 metrów | 3. miejsce | 44,43 (elim.) |

## Rekordy życiowe
- 60 m (hala) – 7,49 s (Toruń, 17 lutego 2018, halowe mistrzostwa Polski)
- 100 m – 11,80 s (Radom, 23 sierpnia 2019)
- 200 m – 24,72 s (Wrocław, 1 czerwca 2019)
- 200 m (hala) – 24,95 s (Spała, 4 lutego 2018)